# 勞倫斯 (伊利諾伊州)
勞倫斯（英語：Lawrence）是位於美國伊利諾伊州麥克亨利縣的一個非建制地區。該地的面積和人口皆未知。

## 地理
勞倫斯的座標為42°26′28″N 88°38′28″W / 42.44111°N 88.64111°W，而該地的平均海拔高度為276米（即906英尺）。